# Flossie, Justine et les autres
Pour plus de détails, voir Fiche technique et Distribution.
Flossie, Justine et les autres (Justine och Juliette) est un film érotique suédois réalisé par Mac Ahlberg en 1975 réunissant Marie Forså, Anne Bie Warburg et Harry Reems.

## Synopsis
Justine et Juliette sont deux sœurs orphelines chassées de chez leur tante. Juliette (Anne Bie Warburg) décide de monnayer ses charmes afin de pouvoir vivre, mais Justine (Marie Forså) refuse de la suivre dans cette voie. Elle se fait courtiser par un homme (Felix Franchy) et en tombe amoureux. Celui-ci lui tient des discours en apparence très libérés, mais elle se rend compte qu'en fait il la manipule. Elle le quitte et rend visite à sa sœur. Celle-ci l'informe alors que dans la maison de plaisir dans laquelle elle travaille, un très riche client, Don Miller (Harry Reems) malade du cœur et condamné par la médecine a décidé de léguer sa fortune à celle qui le fera mourir dans ses bras...

## Fiche technique
- Réalisateur :  Mac Ahlberg (crédité comme Bert Torn)
- Scénario :  Mac Ahlberg, d'après des personnages créés par le Marquis de Sade
- Production : Inge Ivarson (crédité comme Ivan Bernhardsson)
- Photographie : Tony Forsberg (crédité comme Anthon Berg) et Lars Karlsson (crédité comme Karl Larsson)
- Pays : Suède

## Distribution
- Marie Forså (créditée comme Marie Lynn) : Justine Karlsson
- Anne Bie Warburg : Juliette Karlsson
- Harry Reems : Don Miller
- Felix Franchy : Robert
- Bent Warburg : Alfred
- William Kisum : Monsieur Osborn
- Poul Bundgaard  : Monsieur Nikander
- Kate Mundt : La tenancière du bordel
- Brigitte Maier : Bibi, l'épouse de Robert
- Otto Brandenburg : Un portier
- Bert Bellman : Un ami de Robert
- Jim Steffe : Un ami de Robert
- Keld Holm : Le garde du corps de Don Miller
- Ulla Sandö : Ulla

## Autour du film
Bien que le générique et l'affiche du film contiennent la mention d'après Sade, cette référence est abusive, puisque le scénario n'a conservé que les prénoms et les caractères d'origines de ses deux protagonistes.